# Francisco Conceição
Francisco Fernandes da Conceição (* 14. prosince 2002 Coimbra) je portugalský profesionální fotbalista, který hraje na pozici křídelníka za Italský klub Juventus FC kde je na hostování z FC Porto a za portugalský národní tým.

## Klubová kariéra
Conceição je odchovancem Porta, dříve působil i v akademii rivalského Sportingu Lisabon. V roce 2021 se stal stabilním členem A-týmu a hned ve své první sezóně vyhrál s Portem domácí double (Primeira Liga a Taça de Portugal). V červenci 2022 přestoupil do nizozemského Ajaxu.
V září 2023 se vrátil do Porta na roční hostování s opcí. Navzdory nepříliš vydařené sezóně v Portu, které skončilo v lize až na třetím místě v Primeira Lize, patřil Conceição k nejlepším hráčům soutěže a pomohl Portu k výhře v Taça de Portugal po výhře 2:1 nad Sportingem.

## Reprezentační kariéra
Dne 15. března 2024 byl Conceição poprvé povolán do portugalské reprezentace, manažer Roberto Martínez jej nominoval na přátelské zápasy se Švédskem a Slovinskem. V seniorské reprezentaci debutoval 26. března v přátelském utkání proti Slovinsku, které skončilo prohrou 0:2.
Dne 21. května 2024 byl nominován na závěrečný turnaj EURO 2024. 18. června nastoupil v 90. minutě do úvodního utkání základní skupiny proti Česku a o dvě minuty později vstřelil svůj první reprezentační gól, kterým zajistil Portugalsku vítězství 2:1.